# 시간을 달려서 (Rough)
〈시간을 달려서 (Rough)〉는 대한민국의 걸그룹 여자친구의 노래이다.

## 성과
음원 공개 하루만에 국내의 모든 음원차트에서 상위권을 차지하게 되면서 데뷔 이래로 첫 1위를 하게 된다. 뮤직비디오가 공개된지 3일만에 2백만을 돌파하며, 2016년 1월 공개된 뮤직비디오 중에서 2위를 차지하게 된다. 본 악곡이 상위권을 차지하게 되면서, 발매로부터 6개월 이상 차트에서 머무르고 있던 〈오늘부터 우리는 (Me gustas tu)〉가 역주행을 하기 시작하며, 차트 밖에 있던 데뷔곡 〈유리구슬 (Glass Bead)〉도 역주행을 해서 다시 차트인을 하게 된다.

## 커버
《K팝스타 시즌5》에서 박민지에 의해, 《보컬전쟁 - 신의 목소리》에서 거미에 의해 커버되기도 하였다.

## 차트
| 차트 (2016)                   | 최고 순위 |
| ----------------------------- | --------- |
| 대한민국 (가온 디지털 차트)   | 1         |
| 대한민국 (가온 다운로드 차트) | 1         |
| 대한민국 (가온 스트리밍 차트) | 1         |

| 차트 (2016)                   | 최고 순위 |
| ----------------------------- | --------- |
| 대한민국 (가온 디지털 차트)   | 1         |
| 대한민국 (가온 다운로드 차트) | 2         |
| 대한민국 (가온 스트리밍 차트) | 1         |
| 대한민국 (가온 BGM 차트)      | 15        |

### 연간 결산
| 차트 (2016)                   | 최고 순위 |
| ----------------------------- | --------- |
| 대한민국 (가온 디지털 차트)   | 3         |
| 대한민국 (가온 다운로드 차트) | 1         |
| 대한민국 (가온 스트리밍 차트) | 3         |